# Harrisomyia bicuspidata
Harrisomyia bicuspidata là một loài ruồi trong họ Limoniidae. Chúng phân bố ở miền Australasia.